# Malbouzon
Malbouzon (en occitano Maboson) era una comuna francesa situada en el departamento de Lozère, de la región de Occitania, que el uno de enero de 2017 pasó a ser una comuna delegada de la comuna nueva de Prinsuéjols-Malbouzon al unirse con la comuna de Prinsuéjols.

## Demografía
| Gráfica de evolución demográfica de Malbouzon entre 1800 y 2014 |
|                                                                 |

Los datos demográficos contemplados en este gráfico de la comuna de Malbouzon se han cogido de 1800 a 1999 de la página francesa EHESS/Cassini, y los demás datos de la página del INSEE.